# Хоронжувка
Хоронжувка (пол. Chorążówka, нім. Junkertroyl) — село в Польщі, у гміні Стеґна Новодворського повіту Поморського воєводства.
Населення — 56 осіб (2011).
У 1975-1998 роках село належало до Ельблонзького воєводства.

## Демографія
Демографічна структура станом на 31 березня 2011 року:
|          | Загалом | Допрацездатний вік | Працездатний вік | Постпрацездатний вік |
| -------- | ------- | ------------------ | ---------------- | -------------------- |
| Чоловіки | 30      | 8                  | 20               | 2                    |
| Жінки    | 26      | 4                  | 18               | 4                    |
| Разом    | 56      | 12                 | 38               | 6                    |